# 基礎英語0〜世界エイゴミッション〜
『基礎英語0 〜世界エイゴミッション〜』（きそえいごゼロ せかいエイゴミッション）は、NHK Eテレ・NHKラジオ第2放送で2018年4月から2021年3月まで放送された英語教育番組。
2020年度から開始の「小学校高学年英語教科化」に向けた番組。CEFRをもとにしたレベルでは、A1の下に位置する独自レベルのA0と設定されている。
2021年3月で語学番組全編の再編のため終了（『NHK for School』公式サイトにおける配信も2022年3月15日をもって終了）。2021年度からは、テレビ版の後継番組として『キソ英語を学んでみたら世界とつながった。』、ラジオ版の後継番組として『小学生の基礎英語』を放送。

## テキスト執筆
- 阿部始子（東京学芸大学准教授）（2018年度～2019年度）
- 居村啓子（拓殖大学准教授）（2020年度）

## 放送時間
テレビ （NHK教育テレビジョン）
- 土曜日 18:50 - 19:00
- 木曜日 10:05 - 10:15（再放送）

ラジオ（NHKラジオ第2放送）
- 月曜日 18:35 - 18:45
- 土曜日 13:10 - 13:20（再放送）
- 日曜日 08:00 - 08:10（再放送）

## 出演者

### テレビ
- マイク

ブレンドン・ブルー
- イサム

寺嶋慎太朗
- エミリー

シャイリー波輝
- ボスの声

アイクぬわら（超新塾）

### ラジオ
- 講師

阿部始子（東京学芸大学准教授）（2018年度～2019年度）
居村啓子（拓殖大学准教授）（2020年度）
- 講師アシスタント

花音
- パーソナリティー

サンシャイン池崎

## テーマ

### 2020年度
4月：タピオカって英語? ほか
5月：おなかが痛い ほか
6月：いつもこれを歌います ほか
7月：花音ちゃんの忘れ物 ほか
8月：おばけがこわい ほか
9月：位置について、よーい、ドン! ほか
10月：がんばって! ほか
11月：花音ちゃんのお買い物 ほか
12月：探し物は何?
1月：信じられないこと ほか
2月：歯医者さんに行かなくっちゃ ほか
3月：究極の選択 ほか